# Vidarabina
Vidarabina o 9-β-D-arabinofuranosiladenina (ara-A) è un farmaco antivirale che è attivo nei confronti del virus herpes simplex, del virus varicella-zoster, di citomegalovirus (CMV) nonché di poxvirus, rhabdovirus e alcuni virus tumorali ad RNA. Negli Stati Uniti l'uso della molecola, commercializzata da Parkedale pharmaceuticals Inc. con il marchio Vira-A, è stato sospeso a partire dal 1992.

## Storia
Nel 1950 due nucleosidi vennero isolati dalla spugna dei Caraibi Tethya Crypta: la spongotimidina e la spongouridina, contenenti D-arabinosio e D-ribosio.
A partire da questi composti si è giunti alla sintesi di una nuova generazione di analoghi nucleosidici, la vidarabina e la correlata citarabina. Fino al 2004 queste molecole erano le uniche in uso clinico derivate da composti marini.
Il farmaco venne sintetizzato nel 1960 nel laboratorio Bernard Randall Baker presso l'Istituto di Ricerca di Stanford (ora SRI International).
Il farmaco è stato originariamente inteso come un rimedio antitumorale. L'attività di vidarabina come farmaco antivirale è stato descritta per la prima volta da M. Privat de Garilhe e J. De Rudder nel 1964.
Vidarabina è stato il primo analogo nucleosidico con attività antivirale ad essere somministrato per via sistemica ed è stato il primo agente ad essere autorizzato per il trattamento dell'infezione sistemica da virus herpes nell'uomo.
È stato per merito del dr. Richard Whitley ricercatore e medico presso l'Università dell'Alabama a Birmingham che, nell'anno 1976, venne finalmente comprovata l'efficacia clinica di vidarabina ed il farmaco fu utilizzato nel trattamento di molte malattie virali.
Vidarabina è un analogo dell'adenosina in cui il D-ribosio viene ad essere sostituito con il D-arabinosio.

## Chimica
La sintesi chimica di vidarabina avvenne nel 1960, all'interno di alcuni studi sperimentali in cui i ricercatori, per conto della società BR Baker et al, cercavano di sviluppare potenziali agenti antitumorali a partire dalle proprietà biologiche uniche del composto noto come 1-β-D-arabinofuranosiluracile (ara-U).
Questo composto si presta ad alcune importanti reazioni chimiche che comprendono l'azione di alcuni enzimi quali la 2'-deossiribonucleoside fosforilasi, la metiltransferasi o la nucleoside fosforilasi.
Questi lavori iniziali diedero un grande impulso ad ulteriori studi sintetici sui nucleosidi che possiedono la frazione β-D-arabinofuranosil e fra questi la vidarabina.
Divenne anche possibile l'isolamento di vidarabina dalla fermentazione del brodo di coltura di Streptomyces antibioticus.

Oltre alle potenziali proprietà antitumorali nel 1965 fu anche dimostrata l'attività antivirale della molecola.

## Farmacocinetica
Vidarabina è stata somministrata per via endovenosa in pazienti immunocompromessi affetti da encefalite da herpes simplex virus o infezioni da herpes zoster. Tuttavia, l'utilità del farmaco è fortemente limitata dalla sua scarsa solubilità. La molecola pertanto richiede l'infusione continua in volumi relativamente grandi di liquido endovenoso. La molecola è inoltre risultata teratogena, carcinogena e mutagena.
L'uso di vidarabina è perciò limitato alla somministrazione in pomate, e in particolare in pomate oftalmiche.
Dopo somministrazione per via oculare non si verifica alcun assorbimento sistemico, perfino quando vengano ingerite secrezioni naso-lacrimali. Nel tratto gastrointestinale infatti la molecola viene rapidamente deaminata. In caso di un difetto dell'epitelio corneale, in conseguenza della bassa solubilità di vidarabina, nell'umore acqueo possono essere rilevate solo tracce di vidarabina e del suo metabolita, ara-hx. Nell'organismo vidarabina viene rapidamente deaminata dalla adenosina deaminasi in arabinosil-ipoxantina (ara-hx). Quest'ultimo è il principale metabolita ed è dotato di attività antivirale, anche se in misura decisamente inferiore a vidarabina.

## Farmacodinamica
Vidarabina interferisce con la sintesi del DNA virale. Il composto è un analogo nucleosidico e necessita di essere fosforilato prima di essere attivo. Vidarabina grazie all'azione dell'enzima timidina chinasi (TK), codificato da HSV e VZV viene prima fosforilata ad arabinosil adenosina monofosfato (ara-AMP) e successivamente va incontro ad altre fosforilazioni ad opera di guanilato chinasi ed altre chinasi fino a dar luogo ad arabinosil adenosina trifosfato (ara-ATP). Quest'ultima è la forma attiva di vidarabina ed è contemporaneamente sia un inibitore che un substrato della DNA polimerasi virale.
Quando viene utilizzato come substrato per la DNA polimerasi virale, ara-ATP inibisce competitivamente dATP e ciò porta alla formazione di DNA 'difettoso' in quanto ara-ATP viene incorporato nel filamento di DNA sostituendo molte delle normali basi di adenosina. Il risultato è l'inibizione della sintesi del DNA, l'impossibilità a dar luogo ai ponti fosfodiestere e pertanto la destabilizzazione della struttura del filamento di DNA con effetto finale di interruzione della catena del DNA virale in crescita.
Vidarabina trifosfato inibisce anche altri sistemi enzimatici delle cellule ospiti, tra cui la ribonucleoside reduttasi, la poliadenilazione dell'RNA e la S-adenosilomocisteina idrolasi.

Questi enzimi risultano tutti coinvolti nella sintesi del DNA virale e gli specifici enzimi virali sono più sensibili all'inibizione determinata dall'azione del farmaco rispetto ai corrispondenti enzimi della cellula ospite.
La ribonucleoside reduttasi sembra sia anche inibita dalla vidarabina difosforilata (ara-ADP), la quale impedendo la riduzione dei nucleotidi difosfati, causa un'ulteriore riduzione della replicazione virale.

## Meccanismi di resistenza
Vidarabina è più tossico e meno stabile metabolicamente rispetto a molti degli altri antivirali attuali, come aciclovir e ganciclovir . Ceppi virali resistenti all'azione della molecola mostrano mutazioni nell'enzima DNA polimerasi.
Il farmaco è soggetto a deaminazione da parte dell'enzima adenosina deaminasi e trasformazione in inosina. Questo metabolita possiede ancora attività antivirale, ma la stessa è circa 10 volte meno potente rispetto a vidarabina. Il 60% del composto eliminato dall'emuntorio renale è escreto come 9-β-D -arabinofuranosilipoxantina nelle urine.

Alcune modifiche nella struttura di vidarabina si sono dimostrate parzialmente efficaci nel bloccare la deaminazione, fra queste segna di nota la sostituzione della ammina con un gruppo metossi (ara-M). Questa modifica comporta una maggiore selettività pari ad un fattore 10 nei confronti del virus varicella zoster rispetto ad ara-A, tuttavia gli analoghi della vidarabina risultano spesso inattivi ed inefficaci contro altri tipi di virus per il fatto che non vengono ad essere fosforilati.

## Tossicologia
Studi sperimentali negli animali (topi) trattati per via intramuscolare con vidarabina hanno evidenziato che il composto causa un aumento statisticamente significativo dei tumori epatici nei topi femmina e di tumori renali nei topi maschi.
Anche altri tipi di tumore, come neoplasie intestinali, dei testicoli e della tiroide si verificano con maggiore frequenza in ratti trattati cronicamente con vidarabina che non in animali di controllo.
La DL50 di vidarabina assunta per via orale risulta superiore a 5020 mg/kg sia nel topo che nel ratto.

## Usi clinici
La molecola viene utilizzata nella forma di pomata oftalmica alla concentrazione del 3% nel trattamento delle cheratiti e delle cherato-congiuntiviti da herpes simplex virus, tipo 1 (HSV-1) e 2 (HSV-2).
Inoltre trova indicazione nel trattamento di soggetti affetti da cheratite erpetica superficiale che non rispondono alla idoxuridina o che sviluppano tossicità oculare o ipersensibilità ad idoxuridina.
Vidarabina può anche essere utilizzata per il trattamento dell'herpes zoster in soggetti con sindrome da immunodeficienza acquisita (AIDS), nei quali ha dimostrato di ridurre la formazione delle lesioni e la durata della diffusione virale.

Vidarabina è stata sostituita in molte delle indicazioni iniziali da aciclovir. Rispetto a vidarabina aciclovir ha infatti dimostrato di possedere una maggiore selettività, una concentrazione inibitoria più bassa e una maggiore potenza.

## Effetti collaterali ed indesiderati
Vidarabina può causare reazioni da ipersensibilità, ed in particolare prurito, edema, rash cutaneo, dolore, bruciore, o altri segni di irritazione in precedenza assenti. Non è infrequente che si venga a determinare un aumento della sensibilità degli occhi alla luce. Molto più raramente è possibile che si verifichi una sensazione di corpo estraneo oculare oppure una stenosi da occlusione dei dotti lacrimali, con conseguente lacrimazione eccessiva.

## Dosi terapeutiche
La pomata oftalmica contenente vidarabina viene di norma applicata 5 volte al giorno, ad intervalli di circa 3 ore. Come per altre formulazioni oftalmiche, al fine di evitare una possibile contaminazione della pomata, è necessario fare attenzione che la punta del tubo non entri in contatto diretto con l'occhio.

## Gravidanza e allattamento
Studi adeguatamente controllati nell'essere umano non sono mai stati eseguiti. La possibilità di un danno all'embrione od al feto nelle donne gravide è molto remota, specialmente in considerazione che il dosaggio utilizzato nella crema oftalmica è molto basso, la vidarabina è relativamente insolubile e la penetrazione per applicazione topica oculare estremamente bassa.
La Food and Drug Administration ha inserito vidarabina in classe C per l'impiego in gravidanza. In questa classe sono inseriti farmaci i cui studi sugli animali hanno rilevato effetti dannosi sul feto, effetto teratogenico, letale o altro, e per i quali non sono disponibili studi controllati in donne oppure farmaci per i quali non sono disponibili studi né sull'uomo né sull'animale.